# Хельмут, Пауль
Пауль Хельмут (нем. Paul Emil Friederich Hellmuth; 1 ноября 1879 — июнь 1919) — датский органист и композитор.
Учился композиции и игре на органе у Томаса Лауба. Работал органистом в Хольменской церкви в Копенгагене, затем в соборе Святого Томаса во Фредериксберге. Автор ряда вокальных сочинений, работал вместе с Карлом Нильсеном над гармонизацией вокальных произведений Нильсена, составивших сборник «Гимны и духовные песни» (дат. Salmer og Aandelige Sange). Среди учеников Хельмута, в частности, Кнуд Еппесен и Поуль Скиербек.